# Silniční most č. 14124-1
Kamenný silniční most přes Černý potok na silnici III/14124 do Tvrzic západně od obce Dub v Jihočeském kraji byl postaven v 19. století. 

## Zmatek v rejstříku památek
V roce 1988 byl zapsán jako kulturní památka, protože však zápis byl opožděný a procesně nevyhovoval v té době účinnému památkovému zákonu, byl v roce 2020 anulován a jako konec památkové ochrany byl uveden 31. prosinec 1987.
Památkový katalog vymezuje kulturní památku poněkud nekonzistentně. Popisem a souřadnicemi specifikuje jednoobloukový kamenný most 14124-1 na silnici III/14124 přes Černý potok, avšak v názvu a popisu památky uvádí evidenční číslo 14214-1, které patří mostu silnice III/14214 přes Dubský potok, vzdálenému asi 1,2 km severovýchodně a není mostem obloukovým. V Mapách.cz byla památková ochrana přiřknuta ještě jinému mostu, mostu silnice III/14214 přes Černý potok, s evidenčním číslem 14124-2, který sice je kamenný obloukový, ale s dvěma oblouky, tj. neodpovídá popisu v Památkovém katalogu – nachází se necelý 1 kilometr východně od polohy mostu specifikované v Památkovém katalogu. 

## Popis
Silniční most č. 14124-1 se nachází na silnici III/14124 z Dubu do Tvrzic a překlenuje Černý potok, který následně vtéká do Dubského rybníka. Most tvoří jeden kamenný segmentový oblouk. Délka mostu je 9,54 m, šířka 5,69 a výška 3,85 m. Stavební materiálem je lomový kámen, který je kladen na vápennou maltu. Pilíře i oblouk jsou omítnuty vápenocementovou omítkou. Povrch vozovky tvoří živičná vrstva. Koryto Černého potoka pod mostem je štěrkopískové s bahnitými nánosy, břehy nezpevněné.